# Hazaël

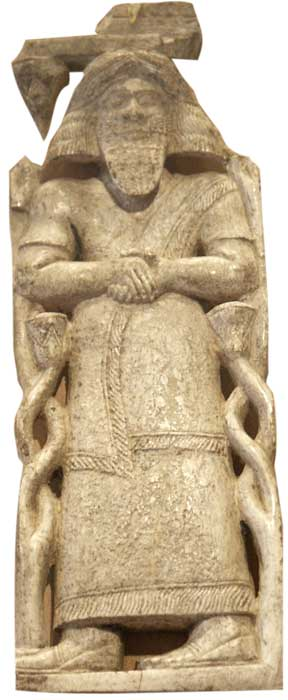
Ivoorsnijwerk uit Arslan Tash (Syrië). Aangenomen wordt dat het beeldje Hazaël voorstelt. (Louvre, Parijs)

Hazaël (Hebreeuws: Hazael, "God heeft gezien") was een hoveling en een Aramese koning die genoemd wordt in de Hebreeuwse Bijbel. Zijn naam komt het eerst voor in 1 Koningen 19 toen God Elia op de berg Horeb de opdracht gaf Hazaël tot koning van Syrië te zalven.
Jaren later, stuurde de zieke Aramese koning Hadadezer zijn dienaar Hazaël met geschenken naar Elia's opvolger Elisa. Elisa vroeg Hazaël om aan Hadadezer mede te delen dat hij zou herstellen, maar Elisa onthulde ook aan Hazaël dat Hadadezer zou sterven. De dag nadat Hazaël was teruggekeerd in Damascus verstikte Hazaël Hadadezer en greep zelf de macht.
Gedurende zijn 37-jarige regeerperiode (ca. 842 v.Chr. - 805 v.Chr.) leidde Hazaël de Arameeërs in de strijd tegen koning Joram van Israël en koning Achazja van Juda. Nadat hij hen bij Ramot-Gilead had verslagen, sloeg hij twee Assyrische aanvallen af, maakte zich meester van Israëlitisch grondgebied aan de overzijde van de Jordaan, de Filistijnse stad Gath en probeerde hij Jeruzalem in te nemen. Koning Joas van Juda kocht hem met schatten uit het paleis en de Joodse tempel af. Hierna wordt Hazaël niet meer genoemd in de Hebreeuwse Bijbel.
Hazaël werd opgevolgd door zijn zoon Benhadad III.